# Savković
Savković (Servisch cyrillisch Савковић) is een plaats in de Servische gemeente Ljubovija. De plaats telt 321 inwoners (2002).